# Hooghly (rivier)
De Hooghly of Hugli stroomt in het uiterste oosten van India langs de miljoenenstad Calcutta (Kolkata) naar de Golf van Bengalen. De rivier is 260 kilometer lang en gemiddeld 60 meter diep. De riviermonding slibt snel dicht, maar is van levensbelang voor de miljoenenstad Calcutta, dat 100 kilometer stroomopwaarts, afhankelijk is van deze toegangsweg naar open zee. De voor de Indiase economie belangrijke zeehaven is stroomafwaarts verplaatst naar Haldia.
Berucht is de zogenaamde vloedbranding op de Hooghly, meestal twee, soms drie meter hoog, die tegen de stroom ingaat en regelmatig slachtoffers eist. De Nederlandse cutterzuiger Lake Fithian ging hier in 1960 ten onder.
Aan de oevers van de Hooghly zijn in de 17e eeuw door de Portugezen, Engelsen, Nederlanders, Fransen en Denen handelsposten of factorijen opgezet. De directeuren van de VOC in Bengalen, zetelend in Chin-Surah hebben veel geld verdiend met de jute-, zijde- en opiumhandel, maar ook ongeoorloofde, particuliere handel, vanuit Batavia nauwelijks te controleren.
In de delta van de Ganges, 's werelds grootste rivierdelta bestaande uit 260 rivieren, leven ongeveer 143 miljoen mensen. De mangrovebossen die van oudsher aan de oevers groeiden en deze oevers beschermden, zijn voor een groot stuk gekapt. Dit zorgt voor erosie, met name op de eilanden in de monding van de Hooghly. Minstens drie eilanden, Lohachahara, Suparibhanga en Bedford, zijn hierdoor in de loop van de 20e eeuw volledig weggespoeld. Andere eilanden zoals Sagar en Ghoramara verloren ook al veel land.

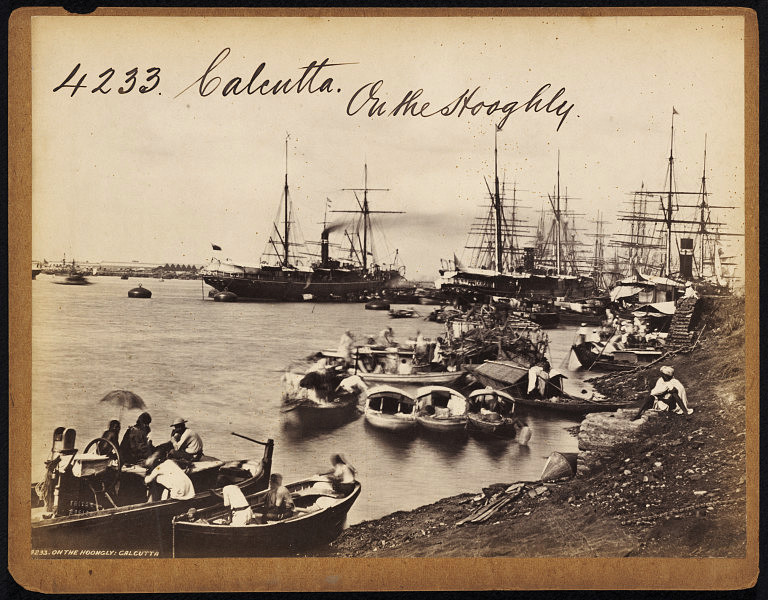
De Hooghly bij Calcutta (eind 19e eeuw)
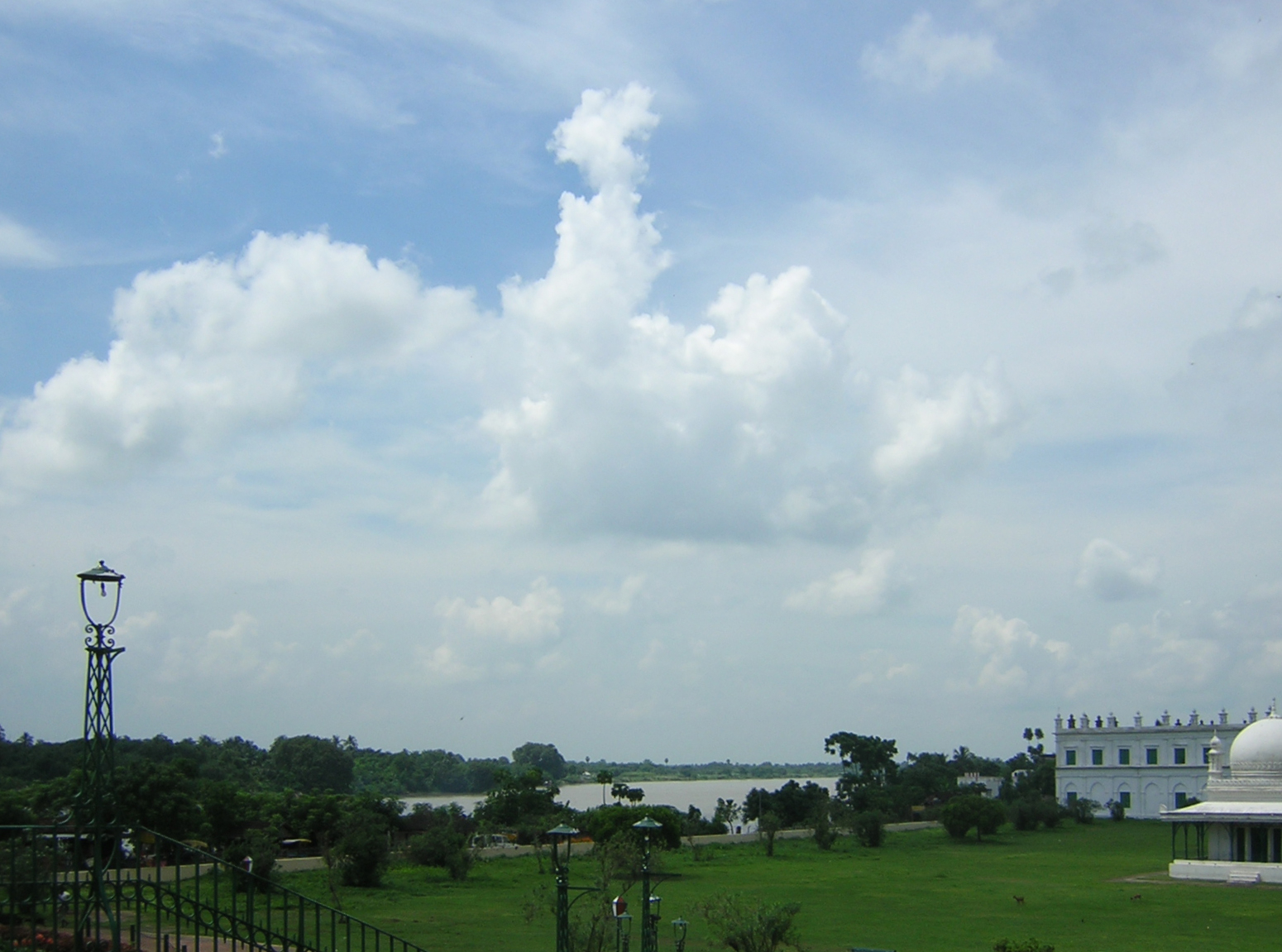
Paleistuin in Murshidabad aan de oever van de Hooghly
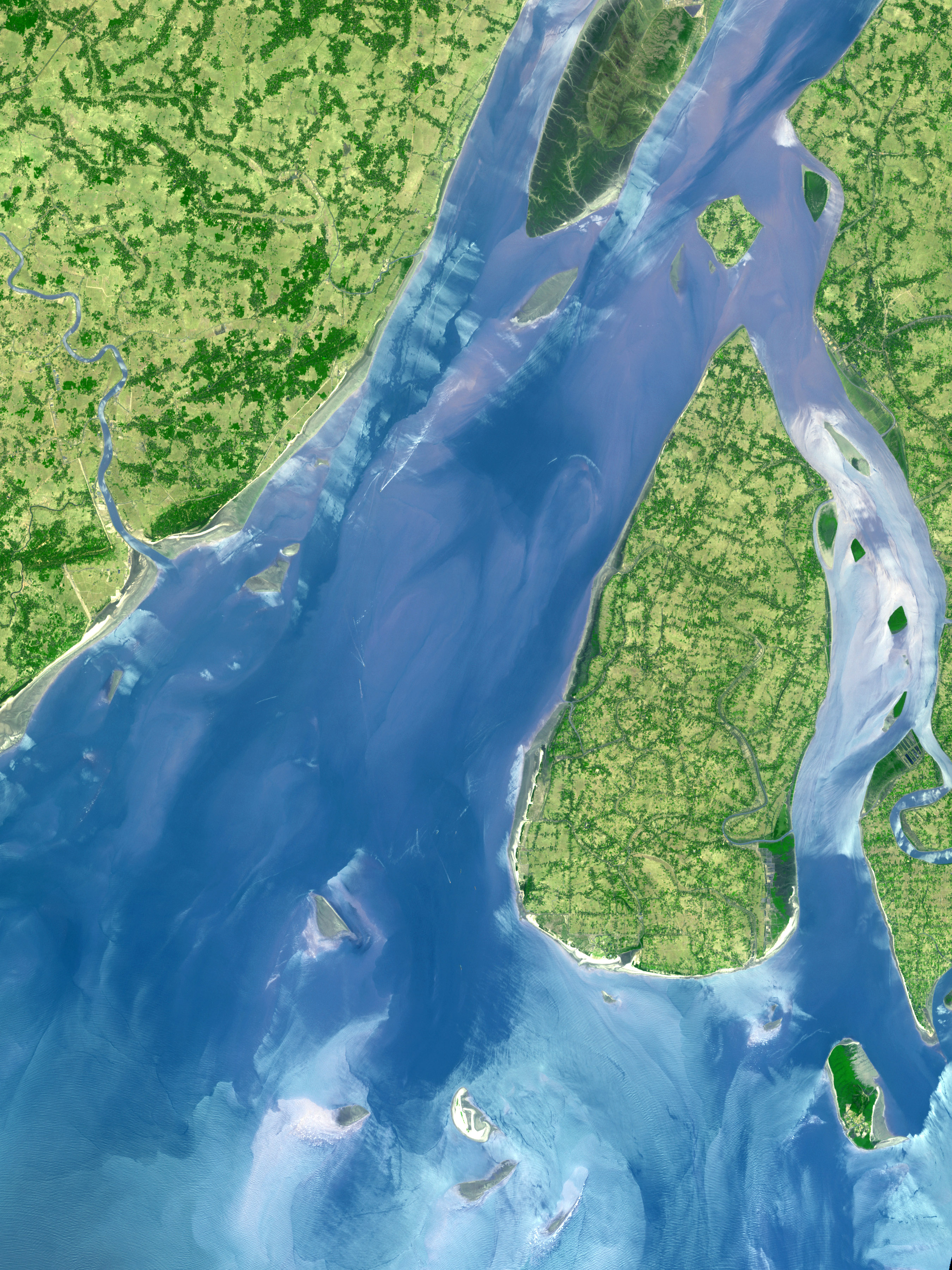
Satellietfoto van de Hooghly-monding